# 鈴木Daichi秀行
鈴木 Daichi 秀行（すずき ダイチ ひでゆき、1974年3月8日 - ）は、日本の作曲家、編曲家、音楽プロデューサー、ギタリスト、ベーシスト、キーボーディスト、レコーディング・エンジニア、Studio Cubic Records代表取締役社長。埼玉県狭山市出身。血液型はA型。本名は鈴木 秀行。愛称はDaichi。

## 人物
バンド活動（B♂NKURA⇒PETER'S P.B.⇒Coney Island Jellyfish）を行った後は作曲・編曲家に転身し、他のアーティストへの楽曲提供やプロデュース、アニメやCM音楽などの制作を手掛けている。自身はギタリストであるが、レコーディングではベースを弾くこともある。northa+やL.O.Eのペンネームでも楽曲提供を行っている。
歴代アシスタントにオダクラユウ、松井俊介、福井シンリ、杉山ダニエル祐樹、木村信章がいる。
関西テレビ系『SMAP×SMAP』の音楽を担当することもある。
2016年2月1日には事務所のCubic Recordsを立ち上げ、代表取締役社長となる。
2020年8月からは、ミュージシャンの一発録りを行うYouTubeチャンネル『blackboard』に音楽プロデューサーとして参加している。

## 提供作品

### ジャニーズ事務所関連
A.B.C-Z
- 「Reboot!!!」（編曲）

KAT-TUN
- 「ノーマター・マター」（編曲）

少年隊
- 「CHASE」（作曲）

SMAP
- 「Otherside」（MIYAVIと共編曲）
- 「愛が止まるまでは」（編曲）
- 「FIVE RESPECT」（編曲）
- 「君とBoogie Woogie」（編曲・ギター・ベース）
- 「アマノジャク」（編曲）
- 「好きよ」（編曲）

Sexy Zone
- 「High!! High!! People」（編曲・ギター・ベース）
- 「Sexy Summerに雪が降る」（編曲・ギター）
- 「バィバィDuバィ 〜See you again〜」（編曲・ギター・ベース）
- 「待ったなんてなしっ!」（編曲）
- 「Snow & Stars」（編曲）
- 「Everyday love you」（編曲）
- 「ロマンティックに勝利をつかめ」（編曲）
- 「完全マイウェイ 」（編曲）
- 「ぶつかっちゃうよ」（編曲）
- 「Hey you !」（編曲）
- 「Easy come! Easy go! Easy love!」（編曲）
- 「ベイビーロマンチカ」 (編曲)
- 「Don't run away」 (編曲)

NEWS
- 「I・ZA・NA・I・ZU・KI」（編曲）
- 「君想フ夜」（編曲）
- 「ベサメ・ムーチョ 〜狂おしいボレロ〜」（編曲・ギター）

Hey!Say!JUMP
- 「パーフェクトライフ」（編曲・ギター・ベース）

Ya-Ya-yah
- 「HA・RU・NA・TSU・A・KI・FU・YU」（作曲・編曲）

山下智久
- 「指輪」（編曲・ギター）
- 「君と風と三日月」（編曲）
- 「EVERYBODY UP」（編曲）
- 「今夜が革命前夜」（Lil' Eddie、Mark Weinbergと共編曲）
- 「戻れないから」（編曲）

### ハロー!プロジェクト関連
安倍なつみ
- 「だって 生きてかなくちゃ」（編曲・ギター）
- 「あなた色」（編曲）
- 「鳴り止まない タンバリン」（編曲・ギター）

エコモニ。
- 「エコのワルツ」（編曲・ギター）

エレジーズ
- 「印象派 ルノアールのように」（編曲・ギター）

カントリー娘。
- 「色っぽい女 〜SEXY BABY〜」（編曲・プログラミング・ギター）

GAM
- 「ダイスキ楽天イーグルス」（編曲・ギター）
- 「純潔 〜Only〜」（編曲・プログラミング・ギター）
- 「甘い誘惑」（編曲・プログラミング・ギター）

℃-ute
- 「即 抱きしめて」（編曲・プログラミング・ギター）
- 「As ONE」（編曲・プログラミング・ギター）
- 「めぐる恋の季節」（編曲・プログラミング・ギター）
- 「ほめられ伸び子のテーマ曲」（編曲・プログラミング・ギター）
- 「★憧れ My STAR★」（編曲・プログラミング・ギター）
- 「別れたくない…」（編曲・プログラミング・ギター）
- 「越えろ!楽天イーグルス」（編曲・プログラミング）
- 「次の角を曲がれ」（編曲・プログラミング・ギター・ベース）

ココナッツ娘。
- 「情熱行き 未来船」（編曲・ギター）

後藤真希
- 「愛のバカやろう」（編曲）
- 「LIKE A GAME」（編曲・ギター）
- 「盛り上がるしかないでしょ!」（編曲）
- 「晴れた日のマリーン」（編曲）
- 「うわさのSEXY GUY」（編曲・プログラミング・ギター）
- 「スクランブル」（編曲）
- 「抱いてよ! PLEASE GO ON」（編曲・プログラミング・ギター）
- 「おふざけKISS」（編曲・プログラミング・ギター）
- 「さよなら「友達にはなりたくないの」」（編曲・ギター・ベース）
- 「ポジティブ元気!」（ニューロティカと共編曲）
- 「LIFE」（編曲）

スマイレージ/アンジュルム
- 「学級委員長」（編曲・プログラミング・ギター）

セクシー8
- 「幸せですか?」（編曲・ギター）

7AIR
- 「壊れない愛がほしいの」（編曲）

SALT5
- 「GET UP!ラッパー」（編曲）

W (ダブルユー)
- 「恋のバカンス」（編曲・プログラミング・ギター）
- 「月影のナポリ」（編曲・ギター）
- 「あぁ いいな!」（編曲・プログラミング・ギター）
- 「SEXY SNOW」（編曲・ギター）

タンポポ
- 「年末年始の大計画」（編曲・ギター・ベース）

DEF.DIVA
- 「LET'S GO 楽天イーグルス」（編曲）

後浦なつみ
- 「恋愛戦隊シツレンジャー」（編曲・ギター）

H.P.オールスターズ
- 「ALL FOR ONE & ONE FOR ALL!」（編曲）

美勇伝
- 「恋のヌケガラ」（編曲）
- 「カッチョイイゼ!JAPAN」（編曲・ギター）
- 「終わらない夜と夢」（編曲・ギター）
- 「キョウモマッテマス」（編曲・ギター）
- 「Tea Break」（編曲・ギター）
- 「FANTAZY」（編曲・ギター）
- 「ONLY YOU」（編曲・プログラミング）

Berryz工房
- 「恋してる時はいつも…」（編曲・ギター）
- 「ありがとう! おともだち。」（編曲・プログラミング・ギター）
- 「Yeah! めっちゃホリディ」（編曲・ギター）
- 「思い出」（編曲・ギター）
- 「Loving you Too much」（編曲・プログラミング・ギター）

藤本美貴
- 「会えない長い日曜日」（編曲）
- 「ボーイフレンド」（編曲）
- 「ブギートレイン'03」（編曲・ギター）
- 「満月」（編曲）

プッチモニ
- 「WOW WOW WOW」（編曲）

松浦亜弥
- 「The 美学」（編曲）
- 「草原の人」（編曲・ギター・ベース）
- 「SHALL WE LOVE?（松浦Version）」（編曲）
- 「GOOD BYE 夏男」（編曲）
- 「LOVE TRAIN」（編曲）
- 「奇跡の香りダンス。」（編曲・ギター）
- 「ずっと 好きでいいですか」（小西貴雄と共編曲・ギター）
- 「気がつけば あなた」（名越由貴夫と共編曲・ギター）
- 「友情 〜上カルビ〜」（編曲・ギター）

ミニモニ。
- 「アイ〜ン!ダンスの唄」（編曲・ギター・キーボード）
- 「ラッキーチャチャチャ!」（編曲）
- 「てんとう虫のサンバ」（編曲・プログラミング・ギター）

メロン記念日
- 「さぁ!恋人になろう」（編曲・プログラミング・ギター）
- 「チャンス of LOVE」（編曲・ギター）
- 「涙の太陽」（編曲）
- 「さあ、早速盛り上げて 行こか〜!!」（編曲・プログラミング・ギター）

モーニング娘。
- 「Do it! Now」（編曲）
- 「ここにいるぜぇ!」（編曲・プログラミング・ギター）
- 「AS FOR ONE DAY」（編曲・プログラミング・ギター）
- 「Go Girl 〜恋のヴィクトリー〜」（編曲）
- 「恋ING」（編曲）
- 「YAH! 愛したい!」（編曲）
- 「ファインエモーション!」（編曲）
- 「女子かしまし物語」（編曲・プログラミング・ギター・ベース）
- 「大阪 恋の歌」（編曲・プログラミング・ギター）
- 「色っぽい じれったい」（編曲・プログラミング・ギター）
- 「恋は発想 Do The Hustle!」（編曲・ギター）
- 「青空がいつまでも続くような未来であれ!」（編曲・プログラミング・ギター）
- 「歩いてる」（編曲・プログラミング・ギター）
- 「サヨナラのかわりに」（編曲・ギター）
- 「元気+」（編曲・プログラミング・ギター）
- 「Hand made CITY」（編曲・ギター）
- 「みかん」（編曲・プログラミング・ギター）
- 「リゾナント ブルー」（編曲・プログラミング・ギター）
- 「その場面でビビっちゃいけないじゃん!」（編曲・ギター）
- 「情熱のキスを一つ」（編曲・プログラミング・ギター）
- 「すべては愛の力」（編曲・ギター）
- 「女が目立って なぜイケナイ」（編曲・ギター）

モーニング娘。さくら組
- 「晴れ 雨 のち スキ ♡」（編曲・ギター）

モーニング娘。誕生10年記念隊
- 「未知なる未来へ」（編曲・ギター）

### その他
AA-CHINO
- 「マイティー・バディ」（編曲）

相川七瀬
- 「ヒカリノミ」（編曲・ギター・ベース）
- 「Butterfly」（編曲・ギター・ベース）
- 「オトヒメ」（編曲・ギター・ベース）
- 「花のように」（編曲・ギター・ベース）
- 「Hello」（編曲・ギター・ベース）
- 「氷と炎のDistance」（編曲・プログラミング・ギター・ベース）
- 「Jump」（編曲・プログラミング・ギター）
- 「僕らのEndless Dream」（編曲・プログラミング・ギター・ベース）
- 「いつまでも変わらぬ愛を」（編曲・プログラミング・ギター・ベース）
- 「碧いうさぎ」（編曲・プログラミング・ギター・ベース）
- 「君がいたから」（編曲）
- 「咲き誇れ愛しさよ」（編曲・プログラミング・ギター）
- 「翼を広げて」（編曲・プログラミング・ギター）
- 「～ROCK GOES ON～」（作曲・編曲・プログラミング）
- 「Zero Gravity」（編曲・プログラミング・ギター）
- 「月夜の蝉」（編曲・プログラミング・ギター）
- 「～PRAY GOES ON～」（作曲・編曲・プログラミング）
- 「太陽と月の結び」（編曲・プログラミング・ギター）

赤と嘘
- 「あなたにずっと」（編曲）
- 「1/f」（編曲）
- 「スーパースターに憧れて」（編曲）
- 「トラウマAとB」（編曲）
- 「君ならできる」（編曲）
- 「彼女」（編曲）
- 「心ない」（サウンドプロデュース）
- 「雨」（サウンドプロデュース）
- 「安物のカレーパン」（サウンドプロデュース）
- 「歩く滴」（サウンドプロデュース）
- 「解散ライブ」（サウンドプロデュース）
- 「この期に及んで」（サウンドプロデュース）
- 「描く恋慕」（サウンドプロデュース）
- 「タイムマシン」（編曲）
- 「ニーナ 」（編曲）
- 「ベイビーベイビー」（編曲）
- 「くそびっち」（編曲）
- 「ショートホープ」（編曲）
- 「衝動 ～スタンスミス～」（作曲・編曲[3]）
- 「コスモとフィルム」（作曲・編曲[3]）
- 「ライブハウス ～学のない指揮者～」（編曲）
- 「さよなら」（編曲）
- 「僕らは音痴なビートルズ」（作曲・編曲[3]）
- 「ありがとう」（作曲・編曲・プロデュース[4]）
- 「「1」について。」（作曲・編曲[4]）
- 「あの時君になんて言えばよかったんだろう」（作曲・編曲[4]）
- 「炭酸シティ」（編曲[4]）
- 「アンダーグラウンド」（赤と嘘と共編曲[4]）

AKINA
- 「Without you」（編曲）

絢香
- 「I believe」（編曲・サウンドプロデュース・ギター・ベース）
- 「夢のカケラ」（編曲・サウンドプロデュース・ギター）
- 「melody」（編曲・サウンドプロデュース）
- 「ブルーデイズ」（編曲・サウンドプロデュース）
- 「melody 〜Live Version〜」（西尾芳彦と共編曲）
- 「Sha la la 〜Live Version〜」（西尾芳彦と共編曲）
- 「ブルーデイズ 〜Live Version〜」（西尾芳彦と共編曲）
- 「Real voice」（編曲・サウンドプロデュース）
- 「三日月」（編曲・サウンドプロデュース・ギター・ベース）
- 「君のキスで…」（編曲・サウンドプロデュース）
- 「夢のカケラ -Live Version-」（西尾芳彦と共編曲）
- 「Jewelry day」（編曲・サウンドプロデュース・ギター）
- 「I'm alone」（編曲・サウンドプロデュース）
- 「Why」（編曲・サウンドプロデュース・ギター）
- 「手をつなごう」（編曲・サウンドプロデュース・ギター・ベース）
- 「Start to 0 (Love) 」（編曲・サウンドプロデュース）
- 「Sha la la」（編曲・サウンドプロデュース・ギター）
- 「Stay with me」（編曲・サウンドプロデュース・ギター・ベース）
- 「君のパワーと大人のフリ」（編曲・サウンドプロデュース・ギター）
- 「永遠の物語」（編曲・サウンドプロデュース）
- 「1・2・3・4」（編曲・サウンドプロデュース）
- 「Story」（編曲・サウンドプロデュース）
- 「ライラライ」（編曲・サウンドプロデュース・ギター・ベース）
- 「Sky」（編曲・サウンドプロデュース・ギター）
- 「グンナイベイビー」（編曲・サウンドプロデュース・ギター）
- 「For today」（編曲・サウンドプロデュース・ギター）
- 「ゴールドスター」（編曲・サウンドプロデュース・ギター）
- 「魔法使いのしわざ」（編曲・サウンドプロデュース・ギター・タンバリン）

EE JUMP
- 「イキナリズム!」（編曲）
- 「青春のSUNRISE」（編曲）

伊東歌詞太郎
- 「Deep Blue」（編曲）
- 「チルドレンレコード」（編曲・アレンジ）（じん（自然の敵P）の曲のカバー）

家入レオ
- 「サブリナ」（全曲サウンドプロデュース）
- 「Bless You」（編曲・サウンドプロデュース・ギター・ベース）
- 「心のカ・タ・チ」（編曲・サウンドプロデュース・ギター・ベース）
- 「Message」（ 三輪コウダイと共編曲・サウンドプロデュース）
- 「チョコレート」（編曲・サウンドプロデュース）
- 「Silly」（編曲）
- 「Last Stage」（サウンドプロデュース）
- 「Say Goodbye」（サウンドプロデュース）
- 「明日また晴れますように」（サウンドプロデュース）
- 「Second Dream」（サウンドプロデュース）
- 「キミだけ」（サウンドプロデュース）
- 「Fake Love」（編曲・サウンドプロデュース）
- 「ミスター」（サウンドプロデュース）
- 「Lady Mary」（編曲・サウンドプロデュース）
- 「Linda」（サウンドプロデュース）
- 「Time after Time」（編曲）
- 「Still」（編曲）

いきものがかり
- 「KISS KISS BANG BANG」（編曲・プロデュース・ギター・ベース）
- 「MONSTAR」（編曲・ギター・ベース）
- 「ジャンプ!」（編曲・アコースティックギター・ギター）
- 「陽炎」（編曲・アコースティックギター・ギター）
- 「マイステージ」（編曲・アコースティックギター・ギター・ベース）

井出泰彰
- 「Reckless Fire」（作曲・編曲）
- 「Magma」（作曲・編曲）

伊藤祥平
- 「WE ARE YOUNG」（編曲・サウンドプロデュース）
- 「How to believe?」（編曲・サウンドプロデュース）

上戸彩
- 「シンジラレナイ=シンジタイ」（編曲・ギター）

エスカーゴ
- 「ハッピー? バースデイ」（編曲）

AKB48
- 「孤独な星空」（亀井登志夫と共編曲）
- 「約束よ」（作曲）

FTISLAND
- 「Venus」（編曲・プロデュース）
- 「mi・ra・i」（編曲・プロデュース）
- 「yume」（編曲・プロデュース）
- 「Rock'n'roll」（編曲・プロデュース）
- 「YUKI」（編曲・プロデュース）
- 「Beloved」（作曲・編曲・プロデュース）
- 「Here」（編曲・プロデュース）
- 「Fallin' for you」（編曲・プロデュース）

近江知永
- 「ロックリバーへ」（編曲）
- 「Beloved」（編曲）

大原ゆい子
- 「透明な翼」（編曲）

奥井雅美
- 「Olive」（編曲）
- 「A confession of TOKIO」（編曲・ギター・ベース）
- 「zero-G-」（編曲）
- 「Remote Viewing」（編曲・ギター・ベース）
- 「INSANITY」（編曲）
- 「Starting Over」（編曲）
- 「蒼い涙」（編曲・ギター）
- 「be free」（編曲）
- 「INTRODUCTION」（編曲）
- 「I LOST」（編曲）
- 「To all things to love」（編曲・ギター・ベース）
- 「God Speed」（編曲）
- 「乙女心無限」（編曲）
- 「Shape of myself」（編曲）
- 「キューティーハニー」（編曲）
- 「ルパン三世 愛のテーマ」（編曲）
- 「ミラクル・アッパーWL」（編曲・ギター・ベース）

奥井雅美 with ボンジュール鈴木
- 「Baby Baby Baby」（編曲・ギター・ベース）

奥田美和子
- 「BORN」（編曲・ギター・ベース・キーボード）

ON/OFF
- 「サガシモノ」（編曲）

かつみ♥さゆり
- 「元気だ! ボヨヨン体操 〜なかよしがいちばん〜」（作曲・編曲）

神が残した夢を喰う。
- 「アンスリウム」（編曲）
- 「共有から2番目にもう君はいない。」（編曲）

神谷浩史+小野大輔
- 「Prologue」（編曲・ギター・ベース）

川嶋あい
- 「大丈夫だよ」（近藤ひさしと共編曲）
- 「Revolution」（近藤ひさしと共編曲）
- 「WHITE」（編曲・プロデュース・ギター・ベース）
- 「さくら」（編曲・プロデュース・ギター・ベース）

きただにひろし
- 「突然DAYS」（編曲）

キャナァーリ倶楽部
- 「SWEET & TOUGHNESS」（編曲・プログラミング・ギター）
- 「青春万歳!」（編曲・プログラミング・ギター）
- 「Dream on dreams」（編曲・プログラミング・ギター）

キーヤキッス
- 「みんなキスしましょう」（作曲・編曲）
- 「ラ・ラ」（作曲・編曲）
- 「ホチキス」（編曲）

ギャルル
- 「Boom Boom めっちゃマッチョ!」（守尾崇と共編曲）

清浦夏実
- 「夏の記憶」（編曲）

楠田亜衣奈
- 「First Sweet Wave」（編曲）
- 「Infinite Memories」（編曲）

熊木杏里
- 「晴れ人間」（編曲・プロデュース）
- 「誕生日」（編曲・プロデュース）
- 「雨が空から離れたら」（編曲・プロデュース）
- 「君の名前」（編曲・サウンドプロデュース）
- 「my present」（編曲・プロデュース）

くまのきよみ
- 「シノブ参上!」（編曲）

K
- 「641」（編曲・ギター・ベース）
- 「ハラボジの手紙」（編曲・ギター・ベース）

ケリー・チャン
- 「Cool Down」（編曲）

けん♀♂けん
- 「LOVE TOKYO NIGHT」（編曲）

小池徹平
- 「ラフライター」（編曲）
- 「君に贈る歌 (Acoustic version)」（編曲）
- 「アイシテモ」（編曲・ギター・ベース）
- 「Smile」（編曲・ギター・ベース）

COCOCREW feat. 小川真奈
- 「COCOLULU SONG」（編曲・ギター）

小日向しえ
- 「ピストル」（編曲）

酒井香奈子
- 「SUPER POWER 〜おんなのこパンチ!〜」（作曲・編曲）
- 「GO FORWARD」（作曲・編曲）

酒井ミキオ
- 「SPIRITS」（編曲）

崎本大海
- 「夜更けのバラッド」（編曲・ギター・ベース）
- 「鳴らない電話」（編曲）
- 「夏のプルメリア」（編曲）

サスケ
- 「Friend」（編曲）

savage genius
- 「Forever...」（編曲・ギター）
- 「祈りの詩」（編曲）

safarii
- 「HERO」（近藤ひさしと共編曲）

SunSet Swish
- 「ありがとう」（SunSet Swishと共編曲）
- 「笑顔が素敵さ」（SunSet Swishと共編曲）
- 「Top Of The Morning」（SunSet Swishと共編曲）

CNBLUE
- 「Robot」（編曲・プロデュース）
- 「Starlit Night」（編曲・プロデュース）
- 「TIME IS OVER 」（編曲・プロデュース）
- 「THESE DAYS」（編曲・プロデュース）
- 「WITH ME」（編曲・プロデュース）
- 「Blind Love」（VINYL HOUSE、イ・ジョンヒョン、オオバコウスケと共編曲・サウンドプロデュース）
- 「With your eyes」（イ・ジョンヒョンと共編曲・サウンドプロデュース）
- 「Greedy Man」（Jung Yong Hwa、Kim Jae Yangと共編曲・サウンドプロデュース）

シイナナルミ × Non Stop Rabbit
- 「優しい彼氏」（編曲）

柴咲コウ
- 「分身」（編曲・ギター・ベース）
- 「ラバソー 〜lover soul〜 “Limit of Lover mix”」（編曲・ギター）
- 「break a spell」（編曲・ギター・ベース）
- 「上を向いて歩こう」（編曲）

島谷ひとみ
- 「farewell」（酒井ミキオと共編曲）
- 「いつの日にか…」（プログラミング）

島爺
- 「チルドレンレコード」（編曲・アレンジ）（じん（自然の敵P）の曲のカバー）
- 「はじめに」（編曲）
- 「岐路と銃口」（編曲）
- 「生爺のテーマ」（編曲）
- 「箱庭の理」（編曲）
- 「もいちど」（編曲）
- 「明日へ」（編曲）

清水翔太
- 「With You」（近藤ひさしと共編曲）

下川みくに
- 「残酷な天使のテーゼ」（編曲）
- 「KUJIKENAIKARA!」（編曲）
- 「ブルーウォーター」（編曲）

JAM Project
- 「Super Soul」（作曲）
- 「Divine love」（編曲）
- 「晴レルヤ!!」（編曲）

ジュキぱっぱ
- 「奇想天外ぽんぽこぽん!!」（編曲）

ジュキヤと純平
- 「人生トントン説」（編曲）

JUN SKY WALKER(S)
- 「LOST&FOUND」（JUN SKY WALKER(S)と共編曲）
- 「タイムカプセル」（JUN SKY WALKER(S)と共編曲）
- 「シンフォニー」（JUN SKY WALKER(S)と共編曲）
- 「休みの日」（編曲）
- 「僕と勇気とありふれたLOVE SONG」（編曲）
- 「白いクリスマス」（編曲）
- 「シンフォニー」（編曲）

JUNIEL
- 「Forever」（編曲・ギター・ベース）
- 「星の王子様」（編曲・ギター・ベース）
- 「Dream & Hope」（編曲・ギター・ベース）
- 「さくら」（編曲・ギター・ベース）
- 「さくら 〜とどかぬ想い〜」（編曲・ギター・ベース）
- 「ピノキオ」（編曲・ギター・ベース）
- 「with you」（編曲・ギター・ベース）

私立恵比寿中学
- 「宇宙戦争宣戦布告」（編曲・ギター・ベース）

城咲仁
- 「ブルドッグ」（編曲・ギター）

新堂敦士
- 「SWEET EMOTION」（編曲）
- 「切ない夜と気まぐれとクレイジー」（編曲）
- 「Super Love」（編曲）
- 「Shaky! Shady! Randy!」（編曲）

SUPER☆GiRLS
- 「がんばって 青春」（編曲・ギター・ベース）
- 「MAX! 乙女心」（編曲・ギター・ベース）
- 「女子力←パラダイス」（編曲・ギター）
- 「1,000,000☆スマイル」（ブラスアレンジ）
- 「プリプリ♥SUMMERキッス」（編曲・ギター・ベース）
- 「赤い情熱」（編曲・ギター・ベース）
- 「常夏ハイタッチ」（編曲・ギター・ベース）
- 「みらくるが止まンないっ!」（編曲・ギター・ベース）
- 「EveryBody JUMP!!」（編曲・ギター・ベース）
- 「Celebration」（編曲）
- 「情熱RUNNER」（編曲）

ステレオポニー
- 「泪のムコウ」（ステレオポニーと共編曲）
- 「I do it」（ステレオポニーと共編曲）

Stellafia
- 「WANT TO」 （プロデュース・編曲）
- 「PAIN」（プロデュース・編曲）
- 「FUTURE」（プロデュース・編曲）

SWANKY DANK
- 「Amazing Dreams」(SWANKY DANKと共編曲)

瀬川あやか
- 「夢日和」（編曲・ギター・ベース）
- 「恋の知らせ」（編曲・ギター・ベース）
- 「妄想スニーカー」（編曲・ギター・ベース）
- 「いつでも恋はカメレオン」（編曲・ギター・ベース）

Sowelu
- 「Dear friend」（編曲）
- 「夢」（編曲）
- 「Crazy for you」（編曲）
- 「守るべきもの」（編曲）
- 「smile again」（編曲）
- 「Flyer」（編曲）
- 「Pride」（編曲）

ソニン
- 「WINTER -寒い季節の物語-」（酒井ミキオと共編曲・ギター）
- 「カレーライスの女」（編曲）
- 「津軽海峡の女」（上杉洋史と共編曲・ギター）
- 「東京ミッドナイト ロンリネス」（編曲）
- 「国領」（編曲）
- 「SEE YOU!」（編曲）

ダイスケ
- 「ボク☆ロケット」（編曲・サウンドプロデュース・ギター・ベース）
- 「昼下がりのブルース」（編曲・サウンドプロデュース・ギター・ベース）
- 「愛しのリリィ」（編曲・サウンドプロデュース・ギター・ベース）
- 「あなたにしかできないこと」（編曲・サウンドプロデュース）
- 「空想ワンダーランド」（編曲・サウンドプロデュース）
- 「晴れ空のマーチ」（編曲・サウンドプロデュース）
- 「ミュージック」（編曲・サウンドプロデュース）
- 「Moshimo」（編曲）
- 「スケッチブック」（編曲）
- 「夏めく坂道」（編曲）
- 「愛は散って ライライラライラ」（編曲）
- 「恋雪」（編曲）
- 「三日月ロッキンチェア」（編曲・プロデュース）
- 「冷たい夜に」（編曲・プロデュース）
- 「放課後トワイライト」（編曲・プロデュース）
- 「ホリディ」（編曲・プロデュース）
- 「初恋」（編曲・プロデュース）
- 「惑星プラトニック」（編曲・プロデュース）
- 「団地の公園かくれんぼ」（編曲・プロデュース）
- 「君とぼくとのデイドリーム」（編曲・プロデュース）
- 「スローグッドバイ」（編曲・プロデュース）
- 「ZIPPEI えかきうた」（編曲・プロデュース）
- 「ZIPPEI スマイルソングメドレー」（編曲・プロデュース）
- 「好きになるってこういうこと」（編曲・サウンドプロデュース・ギター・ベース）
- 「Oh Yeah」（編曲・サウンドプロデュース・ギター・ベース）
- 「彗星のラプソティ」（編曲・サウンドプロデュース・ギター・ベース）
- 「リバーサイドセンチメンタル」（編曲・サウンドプロデュース・ギター・ベース）
- 「フレンズ」（編曲・サウンドプロデュース・ギター・ベース）

タイナカサチ
- 「Lipstick」（編曲・ギター・ベース）
- 「Delight」（編曲・ギター・ベース）
- 「My Darling」（編曲・ギター・ベース）
- 「抜け殻」（編曲・ギター・ベース）

竹本洋介
- 「逢いたくて 会いたくて」（編曲・サウンドプロデュース）
- 「HOME TOWN」（編曲・サウンドプロデュース）

玉木宏
- 「ラバイバー」（編曲）
- 「SLOW TIME」（編曲・ギター・ベース）
- 「My Voltage」（編曲）

田村ゆかり
- 「Sand Mark」（作曲・編曲）
- 「Happy Life」（編曲）

茅原実里
- 「ミラクルバング!」（編曲・ギター）

チョナン・カン
- 「愛の唄 〜チョンマル サランヘヨ〜」（編曲）

2AM
- 「最愛」（編曲・ギター・ベース）

つるの剛士
- 「メダリスト」（編曲・ギター）
- 「君に会うまでは」（編曲・ギター・ベース）
- 「One more time, One more chance」（編曲・ギター・ベース）
- 「はやぶさ」（編曲・ギター）

T･O･P
- 「VIVA! DIVA!」（T.O.P.と共編曲）
- 「CAN'T STOP」（T.O.P.と共編曲）
- 「ドタキャン」（T.O.P.と共編曲）
- 「PRECIOUS TIME」（T.O.P.と共編曲）
- 「付き合ってた日々に戻りたい」（T.O.P.と共編曲）
- 「サクラ」（T.O.P.と共編曲）

Tina
- 「TIME'S STORY」（編曲・ギター）

寺岡呼人
- 「スーパースター」（寺岡と共編曲・楽器全般）
- 「ブランニュージェネレーション」（寺岡と共編曲・楽器全般）
- 「JET MOBILE 2000」（寺岡と共編曲・楽器全般）
- 「青山通り」（寺岡呼人と共編曲・ギター・キーボード）

寺島拓篤
- 「INNER STAR」（編曲）

東京パフォーマンスドール
- 「PEOPLE」（編曲）

DOGGY BAG
- 「フレンズ」（編曲）
- 「確率 〜I meet you〜」（編曲）

時東ぁみ
- 「恋のハニースイ〜トエンジェル」（編曲）
- 「サファイア」（編曲）
- 「SWEET & TOUGHNESS」（編曲）
- 「恋するニワトリ」（編曲）
- 「小夜子」（編曲）
- 「××× カワユクなりたいっ」（編曲）

AAA
- 「SHEの事実」（編曲・ギター）
- 「MIRAGE」（編曲）
- 「ハワイアン・ローラーコースター・ライド」（編曲）

Dream5
- 「僕らのナツ!!」（編曲・ギター）

中川翔子
- 「千の言葉と二人の秘密」（編曲・ギター）

中島愛
- 「好キッス! KISS!!」（編曲・ギター・ベース）
- 「恋」（編曲・ギター・ベース）

なかねかな
- 「ハッピーバースデー己」（編曲）
- 「じゃんけん恋」（編曲）
- 「胸元からニジマス」（編曲）

南里侑香
- 「Heartバイブル」（作曲・編曲・ギター）

野川さくら
- 「もっっと!」（編曲）
- 「きみあけ」（作曲・編曲）

Non Stop Rabbit
- 「夏の終わり」（編曲・プロデュース[5]）
- 「私面想歌」（編曲・プロデュース[5]）
- 「PLOW NOW」（編曲・プロデュース[5]）
- 「UNorder」（編曲・プロデュース[5]）
- 「いけないんだ、いけないんだ」（編曲・プロデュース[5]）
- 「僕ら」（編曲・プロデュース[5]）
- 「SHION」（編曲・プロデュース[5]）
- 「これだけ」（編曲・プロデュース[5]）
- 「Refutation」（編曲・プロデュース[5]）
- 「クリア」（編曲・プロデュース[5]）
- 「1ミリ先の努力」（編曲・プロデュース[5]）
- 「アンリズミックアンチ」（編曲・プロデュース[6]）
- 「乱気流」（編曲・プロデュース[6]）
- 「犬のおまわりさん」（編曲・プロデュース[6]）
- 「イニシアチブ」（編曲・プロデュース[6]）
- 「たまに死にたくもなるでしょ」(編曲・プロデュース[6])
- 「一二三」（編曲・プロデュース[6]）
- 「君と最後に選ぶ言葉」（編曲・プロデュース[6]）
- 「PILE DRIVER」（編曲・プロデュース[7]）
- 「其ノ他諸々」（編曲・プロデュース[7]）
- 「排他的王道主義」（編曲・プロデュース[7]）
- 「あなたに私が必要なくても」（編曲・プロデュース[7]）
- 「万事休す」（編曲・プロデュース[7]）
- 「LINEのうた」（編曲・プロデュース[7]）
- 「Pant Voice」（編曲・プロデュース[7]）
- 「aiai」（編曲・プロデュース[7]）
- 「late bloomer」（編曲・プロデュース[7]）
- 「二十五の自白」（編曲・プロデュース[7]）
- 「明るい歌」（編曲・プロデュース[8]）
- 「ALSO」（編曲・プロデュース[8]）
- 「TABOO」（編曲・プロデュース[8]）
- 「BIRD WITHOUT」（編曲・プロデュース[8]）
- 「愛のPULSE」（編曲・プロデュース[8]）
- 「音の祭」（編曲・プロデュース[8]）
- 「全部いい」（編曲・プロデュース[8]）
- 「ハニートラップ」（編曲・プロデュース[8]）
- 「最後のキス」（編曲・プロデュース[8]）
- 「偏見じゃん」（編曲・プロデュース[8]）
- 「推しが尊いわ」（編曲・プロデュース[9]）
- 「静かな風」（編曲・プロデュース[9]）
- 「三大欲求」（編曲・プロデュース[9]）
- 「是が非でも」（編曲・プロデュース[9]）
- 「全部ブロック」（編曲・プロデュース[10]）
- 「Needle return」（編曲・プロデュース[10]）
- 「BAKEMONO」（編曲・プロデュース[10]）
- 「優等生」（編曲・プロデュース[10]）
- 「上向くライオン」（編曲・プロデュース[10]）
- 「dress」（編曲・プロデュース[10]）
- 「大丈夫じゃない」（編曲・プロデュース[10]）
- 「あなたが眠るその瞬間まで」（編曲・プロデュース[10]）
- 「未来へ」（編曲・プロデュース[10]）
- 「全部いい -独唱-」（編曲[10]）
- 「無自覚の天才」（編曲・プロデュース[11]）
- 「恋愛卒業証書」（編曲・プロデュース[11]）
- 「豆知識」（編曲・プロデュース[11]）
- 「吐壊」（編曲・プロデュース）
- 「生理中の女の子は神様みたいに扱いなさい」（編曲・プロデュース）

ばってん少女隊
- 「無敵のビーナス」（編曲）

初音
- 「負けないココロ」（編曲）
- 「R347」（編曲・ギター・ベース）
- 「ひだまり」（編曲・ギター・ベース）

ハニカム.トーキョー
- 「青空」（編曲[12]）
- 「Free」（編曲[12]）
- 「イイじゃん、スゴイやつ!!」（編曲[12]）
- 「全力未来!!」（編曲[13]）
- 「カシオペア」（編曲[13]）
- 「Bang! Bang! BANGOHAAAN!!」（編曲[13]）
- 「Yeah!!」（編曲[14]）
- 「スクランブル」（編曲[14]）
- 「絆」（編曲[14]）

ハレンチ☆パンチ
Vinal
- 「Heat!」（編曲）
- 「Beat My Way」（編曲）

Bitter & Sweet
- 「Bitter & Sweet」（編曲・ギター・アコースティックギター・ベース）
- 「インストール」（編曲・ギター・アコースティックギター・ベース）
- 「月蝕」（編曲）
- 「ラブストーリーは始まらない」（編曲）
- 「ラブストーリーは始まらない (2022)」（編曲）

平井堅
- 「いとしき日々よ」（編曲・ギター・ベース・ドラム）

平野綾
- 「WIN」（編曲・プログラミング・ギター）

広瀬香美
- 「愛は特効薬」（編曲・ギター）
- 「茜」（編曲）
- 「サプライズ未来」（編曲）

飛蘭
- 「恋夢様」（編曲・ギター・ベース）

福井麻利子
- 「ナンデ」（棚橋UNA信仁と共編曲）

THE ポッシボー
- 「Dream More Dreams!」（編曲・ギター・ベース）
- 「恋するニワトリ」（編曲・ギター）

星村麻衣
- 「かけがえのない人へ」（編曲）
- 「Regret」（編曲）
- 「Hello」（編曲）

堀江由衣
- 「I just wanna be with you」（編曲）

Whiteberry
- 「信じる力」（編曲・プロデュース）
- 「一番星」（編曲・プロデュース）

マキアダチ
- 「ロンリーダンサー」（サウンドプロデュース）
- 「いつかの鳥たち」（サウンドプロデュース）
- 「Hurry Up!」（サウンドプロデュース）
- 「アンサンブル」（サウンドプロデュース）

まきちゃんぐ
- 「愛の雫」（編曲・ギター・アコースティックギター・ベース）
- 「鼓動」（編曲・ギター・アコースティックギター・ベース・キーボード）
- 「罪の果実」（編曲・ギター・ベース）
- 「愛と星」（編曲・サウンドプロデュース・ギター・アコースティックギター・ベース・ドラム・キーボード）
- 「あの丘へ行こう」（編曲）

MAX
- 「Festa」（編曲）

茉奈 佳奈
- 「最愛」（編曲・ギター・ベース）

マリア
- 「Getaway」（編曲・サウンドプロデュース）
- 「Somebody Star」（編曲・サウンドプロデュース）
- 「Goin'My Way」（編曲・サウンドプロデュース）
- 「終われない夏」（編曲・サウンドプロデュース）
- 「D.I.T」（編曲・ギター・ベース）
- 「風、ときどき寄り道」（編曲・ギター・ベース）
- 「忘れたくなくて」（編曲・サウンドプロデュース・ギター・ベース）
- 「虹に願いを」（編曲・サウンドプロデュース・ギター・ベース）
- 「AGAIN」（編曲・サウンドプロデュース・ギター・ベース・ドラム）
- 「夕日」（編曲・サウンドプロデュース・ギター・ベース）

misono
- 「ホットタイム」（編曲）

みつき
- 「Vitality」（編曲）

miCKun
- 「鏡花水月 feat. 舞花」（編曲・ギター）

mihimaru GT
- 「ツヨクツヨク」（編曲・ギター・ベース）
- 「Future Language」（mitsuyuki miyakeと共編曲）
- 「パンキッシュ☆」（mitsuyuki miyakeと共編曲
- 「ギリギリHERO」（mitsuyuki miyakeと共編曲・ギター）
- 「Love Letter」（編曲・ギター）
- 「楽園」（編曲・mitsuyuki miyakeと共編曲）

宮崎羽衣
- 「PHOSPHOR」（編曲）

みゅう
- 「clover」（編曲・サウンドプロデュース・ギター・ベース）

miwa
- 「ウソつき」（編曲・プロデュース）
- 「春になったら」（編曲・プロデュース・ギター）
- 「始まりは終わりじゃない」（編曲・プロデュース・ギター・ベース・ドラム）
- 「クレアデルネ」（編曲・プロデュース・ギター・ベース）
- 「Let me go」（編曲・プロデュース）
- 「オンマイウェイ」（編曲・プロデュース）
- 「僕らの未来」（編曲・プロデュース・ギター）

ももいろクローバーZ
- 「ツヨクツヨク」（編曲・ギター・ベース）

森カリオペ
- 「Dawn Blue」（編曲[15]）

森翼
- 「雨傘物語」（編曲・プロデュース・ギター・ベース）
- 「オレンジの街」（編曲・プロデュース・ギター・ベース）
- 「あいつの彼女」（編曲・プロデュース・ギター・ベース）
- 「すべり台」（編曲・プロデュース）
- 「つながる合言葉」（編曲・プロデュース）
- 「ガラクタ」（編曲・プロデュース）
- 「チョコレートジョーク」（編曲・プロデュース）
- 「夕焼けモード」（編曲・プロデュース）
- 「201号室」（編曲・プロデュース）
- 「青い夢」（編曲・プロデュース）
- 「一瞬と永遠」（編曲・プロデュース）
- 「教室」（編曲・プロデュース）
- 「負け越し勝負師」（編曲・プロデュース）
- 「寄り道スカッシュ」（編曲・プロデュース）
- 「君の手」（編曲・プロデュース）
- 「闇の咲く場所」（編曲・プロデュース）
- 「襟から正して 〜呆〜」（編曲・プロデュース）
- 「君に逢いたい。」（編曲・プロデュース）
- 「大丈夫」（編曲・プロデュース）
- 「アンフェア」（編曲・プロデュース）
- 「Friday。」（編曲・プロデュース）
- 「雨のち安アパート相合傘」（編曲・プロデュース）
- 「ぱちもん」（編曲・プロデュース）
- 「Blue」（編曲・プロデュース）
- 「セーラーカラー」（編曲・プロデュース）
- 「アレグロ」（編曲・プロデュース）
- 「Hello」（編曲・プロデュース）
- 「窓」（編曲・プロデュース）
- 「My way」（編曲・プロデュース）
- 「ぼくにできること」（編曲・プロデュース）
- 「針と糸」（編曲・プロデュース）

森恵
- 「路上の鳥」（ストリングスアレンジ・ギター・キーボード）

矢沢洋子
- 「Crazy for you」（作曲・編曲・ギター）
- 「逢いたい」（編曲・ギター）

安野希世乃
- 「さよならソレイユ」（編曲・ギター・ベース）

山田孝之
- 「真夏の天使 〜All I want fot this Summer is you〜」（編曲）
- 「GET OVER」（編曲）

YUI
- 「feel my soul」（編曲・ギター・ベース）
- 「Free Bird」（編曲・ギター・ベース）
- 「Why me」（編曲・ギター・ベース）
- 「Tomorrow's way」（編曲・ギター・ベース）
- 「Last Train」（編曲・ギター・ベース）
- 「feel my soul 〜YUI Acoustic Version〜」（YUIと共編曲・ギター・ベース）
- 「LIFE」（編曲・ギター・ベース）
- 「crossroad」（編曲・ギター・ベース）
- 「LIFE 〜YUI Acoustic Version〜」（YUIと共編曲・ギター）
- 「It's happy line」（編曲）
- 「I remember you」（編曲・ギター・ベース）
- 「Cloudy」（編曲・ギター・ベース）
- 「Good-bye days 〜YUI Acoustic Version〜」（YUIと共編曲・ギター）
- 「Rolling star」（編曲・ギター・ベース）
- 「Winter Hot Music」（編曲・ギター・ベース）
- 「CHE.R.RY」（編曲・ギター・ベース）
- 「Driving today」（編曲・ギター・ベース）
- 「Rolling star 〜YUI Acoustic Version〜」（YUIと共編曲・ギター）
- 「My Generation」（編曲）
- 「Understand」（編曲）
- 「CHE.R.RY 〜YUI Acoustic Version〜」（YUIと共編曲）
- 「LOVE & TRUTH」（編曲・ギター・ベース）
- 「My Generation 〜YUI Acoustic Version〜」（YUIと共編曲・ギター）
- 「Namidairo」（編曲・ギター・ベース）
- 「I wanna be...」（編曲・ギター・ベース）
- 「LOVE & TRUTH 〜YUI Acoustic Version〜」（YUIと共編曲・ギター）
- 「SUMMER SONG」（編曲・ギター・ベース）
- 「Oh My God」（編曲・ギター・ベース）
- 「Laugh away 〜YUI Acoustic Version〜」（YUIと共編曲）
- 「SUMMER SONG 〜YUI Acoustic Version〜」（YUIと共編曲）
- 「a room」（編曲・ギター・ベース）
- 「How crazy 〜YUI Acoustic Version〜」（YUIと共編曲）
- 「Muffler」（編曲・ギター・ベース）
- 「Happy Birthday to you you 〜YUI Acoustic Version〜」（編曲）
- 「Merry・Go・Round」（YUIと共編曲）
- 「Swing of lie」（編曲）
- 「Simply white」（編曲）
- 「Just my way」（編曲）
- 「I know」（編曲）
- 「How crazy」（編曲）
- 「It's all right」（編曲）
- 「Umbrella」（編曲）
- 「Happy Birthday to you you」（編曲）
- 「Winding road」（編曲）
- 「Why?」（編曲）
- 「Laugh away」（編曲）
- 「Find me」（編曲）
- 「Love is all」（編曲）
- 「We will go」（編曲）
- 「OH YEAH」（編曲）
- 「Am I wrong?」（編曲）
- 「Parade」（編曲）
- 「I do it」（編曲）
- 「Cinnamon」（編曲）
- 「Driving Happy Life」（編曲）
- 「Kiss me」（編曲）
- 「U-niform」（編曲）
- 「no Reason」（編曲）
- 「I'll be」（編曲・ギター・ベース）

LAGOON
- 「Dear friend」（編曲）

Rn=City
- 「青春BANG BANZAI」（Rn=Cityと共編曲）
- 「ダダダ大魔神!」（編曲）

LoVendoЯ
- 「いいんじゃない?」（編曲）

rieco
- 「Shining」（編曲）
- 「ONE」（編曲・サウンドプロデュース）
- 「ひまわり」（編曲・サウンドプロデュース）
- 「サヨナラCOLOR」（編曲・サウンドプロデュース）
- 「goodnight」（編曲・サウンドプロデュース）
- 「信じて」（編曲・サウンドプロデュース・ギター・ベース）

lisa
- 「Will」（山崎淳と共編曲）

LiSA
- 「変わらない青」（編曲・ギター・ベース）

Rayca
- 「Can't forget you」（編曲・ギター）

wacci
- 「誰ニモマケズ」（編曲）

ワルキューレ
- 「AXIA 〜ダイスキでダイキライ〜」（編曲・ギター・プログラミング）

### アニメ・ゲームソング
アソボット戦記五九
- 「GOKU the Bandit」（作曲・編曲）

Animelo Summer Live
- 「ONENESS」（編曲・ギター）
- 「Yells 〜It's a beautiful life〜」（編曲）
- 「RE:BRIDGE 〜Return to oneself〜」（編曲）
- 「INFINITY 〜1000年の夢〜」（編曲）

オルタナティブガールズ2
- 「きゅぴーん☆アイドル宣言」（編曲）

機動戦士ガンダムSEED DESTINY
- 「Quiet Night C.E.73」（編曲・ギター）
- 「EMOTION」（作曲・編曲・ギター）
- 「Please」（作曲・編曲）
- 「TOMORROW」（作曲・編曲）

極上!! めちゃモテ委員長
- 「モテレッチソング2」（編曲・ギター）

セイクリッドセブン
- 「ひと片想い」（作曲・編曲・ギター・ベース）

トゥルー・ラブストーリー
- 「春のアクアリウム」（編曲）

まぶらほ
- 「Trance Beans」（編曲・ギター・ベース）

## レコーディング参加
伊藤由奈
- 「Pureyes」（アコースティックギター・ギター）

グッドモーニングアメリカ
- 「イチ、ニッ、サンでジャンプ」（キーボード）

K
- 「Director’s Cut」（ギター）

ソニン
- 「好きな人だから」（ギター）

寺岡呼人
- 「BLOOD, SWEAT & LOVE」（ギター）
- 「バトン」（ギター・ピアノ）
- 「バトン feat. 桜井和寿」（ギター・ピアノ）

mihimaru GT
- 「The 7 Wonders」（ギター）

森恵
- 「確固たるもの」（ギター・キーボード）

ゆず
- 「また明日」（ギター・キーボード）